# Kubanische Basketballnationalmannschaft
Die kubanische Basketballnationalmannschaft der Männer vertritt Kuba bei Basketball-Länderspielen. 
Sie gehörte in den 1970er Jahren zu den besten Nationalmannschaften innerhalb des Weltverbands FIBA und gewann eine Bronzemedaille bei den Olympischen Spielen 1972 in München. Zwei Jahre später belegte man den vierten Platz bei den Weltmeisterschaften 1974 in Puerto Rico, der einzigen bislang in der Karibik ausgetragenen Weltmeisterschaft. 
Seit den 2000er Jahren fiel sie im Unterschied zur kubanischen Damen-Auswahl hinter die regionalen Rivalen Puerto Rico, Dominikanische Republik und auch Amerikanische Jungferninseln zurück und konnte sich seit dem Jahr 1999 nur noch einmal für eine kontinentale Endrunde der Basketball-Amerikameisterschaften qualifizierten.

## Medaillengewinner 1972
| Spieler | Spieler                      | Spieler           | Spieler | Spieler      | Spieler  | Spieler |
| Nr.     | Name                         | Geburt            | Größe   | Info         | Einsätze | Verein  |
| ------- | ---------------------------- | ----------------- | ------- | ------------ | -------- | ------- |
|         |                              | Guards (PG, SG)   |         |              |          |         |
|         | Rafael Cañizares Poey        | 24.05.1950        | 180     |              |          |         |
|         | Conrado Pérez Armenteros     | 21.12.1950        | 181     |              |          |         |
|         | Miguel Calderón Gómez        | 30.10.1950        | 183     |              |          |         |
|         |                              | Forwards (SF, PF) |         |              |          |         |
|         | Juan Carlos Domecq Fortuondo | 10.06.1950        | 192     |              |          |         |
|         | Óscar Varona Varona          | 22.07.1949        | 192     |              |          |         |
|         | Alejandro Urgellés           | 02.07.1951        | 194     |              |          |         |
|         | Pedro Chappé García          | 16.06.1945        | 195     | † 15.05.2003 |          |         |
|         | Juan Roca Brunet             | 27.10.1950        | 196     |              |          |         |
|         | Franklin Standard Johnson    | 08.06.1949        | 197     |              |          |         |
|         |                              | Center (C)        |         |              |          |         |
|         | José Miguel Álvarez Pozo     | 26.11.1949        | 198     |              |          |         |
|         | Ruperto Herrera Tabio        | 06.12.1949        | 198     |              |          |         |
|         | Tomás Herrera Martínez       | 31.12.1950        | 198     |              |          |         |

| Trainer | Trainer                  | Trainer     |
| Nat.    | Name                     | Position    |
| ------- | ------------------------ | ----------- |
| Kuba    | Juan Carmelo Ortega Díaz | Cheftrainer |

| Legende                | Legende            |
| Abk.                   | Bedeutung          |
| ---------------------- | ------------------ |
| (C)                    | Mannschaftskapitän |
| Quellen                |                    |
| Teamhomepage           |                    |
| Ligahomepage           |                    |
| Stand: 3. Oktober 2013 |                    |

| Legende                | Legende            |
| Abk.                   | Bedeutung          |
| ---------------------- | ------------------ |
| (C)                    | Mannschaftskapitän |
| Quellen                |                    |
| Teamhomepage           |                    |
| Ligahomepage           |                    |
| Stand: 3. Oktober 2013 |                    |

## Abschneiden bei internationalen Wettbewerben

### Weltmeisterschaften
| - 1950 bis 1967 – nicht qualifiziert - 1970 – 8. Platz - 1974 – 4. Platz - 1978 – nicht qualifiziert - 1982 – nicht qualifiziert | - 1986 – 11. Platz - 1990 – nicht qualifiziert - 1994 – 15. Platz - 1998 bis 2019 – nicht qualifiziert |

### Olympische Spiele
| - 1948 – 13. Platz - 1952 – 9. Platz - 1956 – nicht qualifiziert - 1960 – nicht qualifiziert - 1964 – nicht qualifiziert | - 1968 – 11. Platz - 1972 – . Platz - 1976 – 7. Platz - 1980 – 6. Platz seit 1984 – nicht qualifiziert |

### Amerikameisterschaften
| - 1980 – 6. Platz - 1984 – 8. Platz - 1988 – nicht qualifiziert - 1989 – 7. Platz - 1992 – 8. Platz - 1993 – 5. Platz - 1995 – 5. Platz - 1997 – 6. Platz - 1999 – 10. Platz - 2001 – nicht qualifiziert | - 2003 – nicht qualifiziert - 2005 – nicht qualifiziert - 2007 – nicht qualifiziert - 2009 – nicht qualifiziert - 2011 – 9. Platz - 2013 – nicht qualifiziert - 2015 – 10. Platz - 2017 – nicht qualifiziert |

### Panamerikanische Spiele
| - 1951 – . Platz - 1955 – 5. Platz - 1959 – 6. Platz - 1963 – nicht qualifiziert - 1967 – 4. Platz - 1971 – . Platz - 1975 – 5. Platz | - 1979 – 4. Platz - 1983 – 7. Platz - 1987 – nicht qualifiziert - 1991 – 4. Platz - 1995 – nicht qualifiziert - 1999 – 7. Platz seit 2003 – nicht qualifiziert |

### Zentralamerikanische Meisterschaften
| - 1965 – . Platz - 1967 – . Platz - 1969 – . Platz - 1971 – . Platz - 1973 – nicht teilgenommen | - 1975 – . Platz - 1977 – nicht teilgenommen - 1981 – nicht teilgenommen - 1985 – . Platz - 1987 – 5. Platz | - 1989 – . Platz - 1991 – . Platz - 1993 – . Platz - 1995 – . Platz - 1997 – . Platz | - 1999 – . Platz - 2001 – 6. Platz - 2003 – nicht teilgenommen - 2004 – 5. Platz - 2006 – 6. Platz | - 2008 – 4. Platz - 2010 – 4. Platz - 2012 – 8. Platz - 2014 – 4. Platz - 2016 – 6. Platz |